# Самарка (Абайський район)
Сама́рка (каз. Самарка) — село у складі Абайського району Карагандинської області Казахстану. Адміністративний центр Самарського сільського округу.
Населення — 842 особи (2021; 968 у 2009, 1056 у 1999, 1334 у 1989).
Національний склад станом на 1989 рік:
- росіяни — 44 %.